# 東光寺城
東光寺城（とうこうじじょう）は、福岡県久留米市にあった日本の城（山城）。

## 概要
高良山の北西端にある標高66mの半独立丘陵に位置する。同じ独立丘陵の茶臼山との間に中世の交通路があり、交通を押さえや高良山の北の防衛線として運用された。3段の曲輪や堀が設けられていた。
高良山に属する東光寺が鎌倉時代に当地に築かれ、伝法師がいた。その後、戦国時代に高良山の勢力によって城郭が築かれたとみられる。天正11年（1583年）の大友義統の書状によれば高良大社の大祝・鏡山氏が在番を務めていた。